# Ansigtstyven
Ansigtstyven er en dansk  stum kriminalfilm fra 1910 produceret af Fotorama og instrueret af Gunnar Helsengreen. Filmens manuskript er skrevet af Aage Garde, der også spiller filmens hovedrolle som forbryderen “Ansigtstyven”, der ligner en rig konsul (også spillet af Aage Garde), og som stjæler konsulens identitet. 
Filmen, der af Fotorama blev betegnet som “et sensations-folkeskuespil” og en “mystisk kunstfilm”, havde dansk premiere den 27. oktober 1910 i Løvebiografen i København.

## Handling
Konsulen bliver kaldt til et møde i hovedstaden og forlader hjemmet. En tyv bryder ind i huset og under indbruddet ser han et maleri af konsulen, og kan se, at han ligner konsulen. Han vender tilbage til sine forbrydervenner i hovedstaden og barberer sit skæg af, hvorefter han fuldstændig ligner konsulen. Forbryderne fanger konsulen, der er på vej hjem til sit hjem og sin hustru. De tager hans tøj, og “Ansigtstyven” klæder sig nu som konsulen. 
Ansigtstyven tager nu til hjemmet, hvor hustru og tjener tror, at konsulen er kommet hjem. Ansigtstyven stjæler frækt konsulens penge. Den rigtige konsul holdes fanget af forbryderne, der bl.a. danser en apachedans, som de kalder “ansigtsdansen” for at fejre deres helt, Ansigtstyven. Men en nabo har klaget over de højrøstede forbrydere, og politiet ankommer og anholder dem alle, også konsulen, der er klædt i Ansigtstyvens klæder. Det lykkedes at forklare politiet sammenhængen, og selv om de er skeptiske, tager de til konsulens villa. Ansigtstyven afsløres af sin tatovering, og alt opklares. Forbryderne ender i fængsel og konsulen kan forenes med sin hustru.

## Medvirkende
- Aage Garde som konsulen og som forbryderen “Ansigtstyven”
- Jenny Roelsgaard som konsulens frue
- Philip Bech som politidirektør
- Alfred Cohn som storstadsforbryderen Svi-Svi
- Aage Schmidt som storstadsforbryderen “Levemanden”
- Aage Fønss som storstadsforbryderen Røret
- Marie Niedermann som storstadsforbryderen Dansemusen
- Aage Bjørnbak som storstadsforbryderen “Pariserdrengen”